# 3-я стрелковая бригада Северо-Западного фронта
3-я стрелковая бригада — воинское соединение СССР в Великой Отечественной войне

## История
Сформирована согласно постановлению СНК № 1193—464сс от 6 июля 1940 года на основе Ижорского стрелкового полка Кингисеппского укрепленного района.
В действующей армии с 22 июня 1941 года по 2 декабря 1941 года.
Весной 1941 года прибыла на острова Моонзундского архипелага, в основном на Эзель с целью осуществления противодесантной обороны островов. Также вместе с бригадой прибыли два батальона 249-го стрелкового полка 16-й стрелковой дивизии — на остров Хийумаа Моонзундского архипелага (где они и погибли в сентябре-октябре 1941 года).
На 21 июня 1941 года находилась там же, насчитывая в составе 7457 человек. Собственно, боёв до июля 1941 года не вела.
18 июля 1941 года, в том числе силами бригады, десантом был отбит Виртсу, вражеские войска были отброшены на расстояние около 50 километров.
24 августа 1941 года бригада силами двумя батальонов высаживалась с островов в Виртсу, продвинулась вглубь материка, взяли Лихула, но скоро, после эвакуации войск из Таллина батальоны были отозваны обратно на острова.
9 сентября 1941 года части 217-й пехотной дивизии высадились на остров Вормси, 14 сентября 1941 года части 61-й пехотной дивизии начали высадку на Моон. С этого дня и до 6 октября 1941 года бригада ведёт бои на острове Эзель и практически полностью там погибает.
С острова смогли спастись на судне лишь незначительное количество воинов бригады, которых прибило к островам, принадлежащих Швеции и где они были интернированы. Торпедный катер, где находился командир бригады, был встречен огнём немецкого миноносца и потоплен. Большое количество бойцов и командиров было захвачено в плен и отправлено в лагеря военнопленных на территории Эстонии и Латвии.
2 декабря 1941 года официально расформирована.

## Полное название
3-я стрелковая бригада 8-й и 27-й армий, Северо-Западного фронта

## Подчинение
| Дата            | Фронт (округ)                                                                | Армия      | Корпус | Примечания |
| --------------- | ---------------------------------------------------------------------------- | ---------- | ------ | ---------- |
| 22.06.1941 года | Северо-Западный фронт                                                        | 27-я армия | -      | -          |
| 01.07.1941 года | Северо-Западный фронт                                                        | 27-я армия | -      | -          |
| 10.07.1941 года | Северо-Западный фронт                                                        | 8-я армия  | -      | -          |
| 18.08.1941 года | оперативное подчинение Коменданту Береговой обороны Моонзундского архипелага | -          | -      |            |
| 02.12.1941 года | прекратила существование-                                                    | -          | -      |            |

## Состав
- 46-й стрелковый полк
- 79-й стрелковый полк
- 39-й артиллерийский полк
- 174-й отдельный сапёрный батальон
- 206-й отдельный батальон связи
- 32-й отдельный зенитный артиллерийский дивизион
- 111-й артиллерийский дивизион ПТО
- 69-й отдельный пулемётный батальон
- 225-я автомобильная рота подвоза
- 29-й полевой хлебозавод
- 198-я дивизионная артиллерийская мастерская
- 19-й отдельный подвижный госпиталь

## Командиры
- полковник П. М. Гаврилов